# Агапова, Анна Александровна
А́нна Алекса́ндровна Ага́пова (род. 19 марта 1966, Электросталь, Московская область) — российская актриса театра, театральный педагог, заслуженная артистка России.

## Биография
Анна Агапова родилась 19 марта 1966 года. Родители работали на секретном предприятии в городе Электросталь (Московская область). С детства занималась в театральной студии. В 1989 году окончила Высшее театральное училище имени Б. В. Щукина (курс Е. Р. Симонова). После училища в 1990-х годах работала в Америке, играла в мюзиклах, окончила аспирантуру Щукинского училища у Ады Васильевны Пушкиной.
В 1998—1990 годах служила в театре «Школа музыкального искусства». С 1992 года вошла в труппу театра на Таганке. Преподаёт в Щукинском училище. С 1999 года живёт в Лондоне.

## Награды
- Заслуженная артистка России (2000) — за заслуги в области искусства[1]

## Работы в театре

### Театр «Школа музыкального искусства»
- «Помилуй» — невеста

### Театр на Таганке
- 1992 — «Преступление и наказание» — Дунечка
- 1993 — «Живаго» — Лара
- 1996 — «Медея» — Корифей
- 1998 — «Братья Карамазовы» — Катерина Ивановна
- 2007 — «Квадратные круги» — Фриц Хабер, хор

## Фильмография
1. 2007 — Закон мышеловки (7-я и 12-я серии) — эпизод
2. 2012 — Кококо — проводница